# Adidas Tango 12
El balón Adidas Tango 12 fue el balón utilizado en la Eurocopa 2012 de Polonia y Ucrania. El balón, que fue presentado en el sorteo del 2 de diciembre de 2011 en Kiev (Ucrania), contiene el diseño clásico de los balones tango con las piezas tríadas, pero en este modelo, más grandes, que incluyen, en las partes negras, diseños inspirados en las banderas de los países sede (Polonia y Ucrania). Este balón fue utilizado en la Eurocopa 2012, (torneo ganado por España). Es una evolución del balón Adidas Jabulani, polémico balón que se utilizó en la Copa Mundial de Fútbol de 2010 realizada en Sudáfrica, torneo también ganado por la selección de fútbol de España.
Este modelo, pero con otro diseño, ha sido utilizado en algunas competiciones como la Copa Mundial de Clubes de la FIFA 2011, el Torneo Inicial 2012 (Tango Argentina 12) y fue utilizado en los Juegos Olímpicos de Londres 2012 en una versión llamada The Albert. También en la Copa FIFA Confederaciones 2013 se utilizó la versión Adidas Cafusa inspirado los colores en la bandera de Brasil. Y en la Supercopa de la UEFA de 2013 y en la UEFA Europa League de 2013 -14.